# Mermeri, Sur
Mermer, Mermeri là một xã thuộc quận Sur, tỉnh Diyarbakır, Thổ Nhĩ Kỳ. Dân số thời điểm năm 2008 là 732 người.